# Paolo Pejrone
Paolo Pietro Egidio Pejrone (Torino, 7 giugno 1941) è un architetto e saggista italiano specializzato in giardinaggio e progettazione paesaggistica.

## Biografia
Nato in una famiglia di nobile origine, Paolo Pejrone scopre la sua passione per parchi e orti nell'infanzia, trascorsa nella tenuta di Revello, grazie a due contadini della Valselice, Maria e Giovanni, che lo introdussero alla coltivazione delle piante ancora in età prescolare.
Laureato in architettura al Politecnico di Torino, si forma in seguito nell'arte paesaggistica con l'architetto del paesaggio Russel Page. Ha collaborato a lungo anche con lo studio di Roberto Burle Marx a Rio de Janeiro. Dal 1970 lavora in Italia, Francia, Svizzera, Arabia Saudita, Grecia, Inghilterra e Germania come architetto di giardini e parchi sia pubblici che privati.
Collabora da vent'anni con l'Editrice Condé Nast e con numerosi giornali e riviste d'opinione e specialistiche. È stato il progettista del parco di Villar Perosa, di proprietà della famiglia Agnelli. Ha avuto in cura numerosi parchi di ville in Italia e tra i suoi clienti si possono ricordare Mary e Alain de Rothschild, l'Aga Khan Karim, Carlo De Benedetti, Valentino, i principi Borghese, i principi Sanjust, Anna Bonomi Bolchini, Romilda Bollati di Saint Pierre e Isa Parodi Delfino.
È curatore dell'orto attiguo alla basilica romana di Santa Croce in Gerusalemme. Cura inoltre anche l'orto di Eliogabalo, tra le rovine dell'Anfiteatro Castrense.
Paolo Pejrone cura il lavoro di recupero e restauro dei Giardini di Villa della Pergola di Alassio , Parco più bello d'Italia 2020/2022, occupandosi anche del recupero, conservazione e creazione delle rinomate collezioni botaniche dei glicini, la più importante in Italia, e degli agapanti, che con oltre 500 tra specie, ibridi e cultivar diversi e migliaia di esemplari è oggi la più importante collezione in Europa. 
Qui numerose specie sono messe a dimora a “effetto Pejrone”, lievemente in obliquo, per creare un ambiente spontaneo, ma curato, che fa del giardino dell’architetto un ambiente pittoresco e selvaggio dove nulla è lasciato al caso, un ambiente dove il visitatore rimane coinvolto, rendendolo come da lui definito “uno spettacolo grandioso”.
Vive nella sua tenuta piemontese di cinque ettari coltivati con metodo biologico, che apre saltuariamente solo ad esperti botanici e architetti paesaggisti. La tenuta, conosciuta anche come Giardino di Revello, si trova nel Saluzzese, ai piedi del Monviso.
Oltre all'intensa attività lavorativa, Pejrone ricopre diversi ruoli tra cui il titolo di vicepresidente per l'Italia della International Dendrology Society (I.D.S.), socio fondatore dell'Associazione Italiana di Architettura del Paesaggio (A.I.A.P.P.), ideatore e fondatore della mostra-mercato "Tre giorni per il giardino" al Castello di Masino, per il Fondo Ambiente Italiano (FAI) e la carica di presidente fondatore della Accademia piemontese del giardino.

## Opere
- In giardino non si è mai soli. Diario di un giardiniere curioso, Feltrinelli, Milano, 2002
- Il vero giardiniere non si arrende. Cronache di ordinaria pazienza, illustrazioni di Gionata Alfieri, Feltrinelli, Milano, 2003
- I miei giardini, fotografie di Dario Fusaro, Mondadori Arte, Milano, 2008; Electa, Milano, 2017
- La pazienza del giardiniere. Storie di ordinari disordini e variopinte strategie, Einaudi, Torino, 2009
- Gli orti felici, fotografie di Dario Fusaro, Mondadori Arte, Milano, 2009
- Cronache di un giardino. Le piante e le loro stagioni, fotografie di Dario Fusaro, Mondadori Arte, Milano, 2010
- In giardino, d'inverno, fotografie di Dario Fusaro, Electa, Milano, 2013
- Le foglie d'autunno, fotografie di Dario Fusaro, Mondadori Electa, Milano, 2014
- Un giardino semplice. Storie di felici accoglienze e armoniose convivenze, illustrazioni di Anna Regge, Einaudi, Torino, 2016